# Blacus bicolor
Blacus bicolor är en stekelart som beskrevs av Van Achterberg 1988. Blacus bicolor ingår i släktet Blacus och familjen bracksteklar. Inga underarter finns listade.